# گونتر یرشکه
گونتر یرشکه (آلمانی: Günther Jerschke; ۸ اکتبر ۱۹۲۱ – ۶ مهٔ ۱۹۹۷) بازیگر اهل کشور آلمان بود.
از فیلم‌ها یا برنامه‌های تلویزیونی که وی در آن نقش داشته‌است می‌توان به دروغ و پزشک زنان دکتر مارکوس مرتین اشاره کرد.